# Down Through the Ages of the Desert
Pour plus de détails, voir Fiche technique et Distribution.
Down Through the Ages of the Desert est un film américain sorti en 1912, réalisé en Égypte, durant l'hiver 1912 par Sidney Olcott avec Jack J. Clark et Gene Gauntier dans les rôles principaux.

## Fiche technique
- Titre : Down Through the Ages of the Desert
- Réalisation : Sidney Olcott
- Scénario : Gene Gauntier
- Production : Kalem
- Directeur de la photo : George K. Hollister
- Décors : Allen Farnham
- Longueur : 317 m
- Date de sortie : 1912
- Distribution : General Film Company

## Distribution
- Jack J. Clark
- Gene Gauntier

## Anecdotes
Une copie est conservée au British Film Institute National Film Archives, à Londres.